# Kurier (film)
Kurier – polski film w reżyserii Władysława Pasikowskiego z 2019. Światowa premiera odbyła się 11 marca 2019 w Teatrze Wielkim w Warszawie. W uroczystym pokazie wzięli udział twórcy filmu, publiczność i politycy, m.in. prezydent RP Andrzej Duda. Obraz wszedł na ekrany kin w Polsce 15 marca 2019. 1 września 2019 roku odbyła się premiera telewizyjna filmu w TVP1.

## Fabuła
Film jest inspirowany prawdziwą historią „Kuriera z Warszawy” – Jana Nowaka-Jeziorańskiego. Jego samotna misja miała zadecydować o losach Polski i II wojny światowej. Akcja filmu obejmuje kilkadziesiąt dni do momentu wybuchu powstania warszawskiego. Jan Nowak-Jeziorański (Philippe Tłokiński) otrzymał zadanie przedostania się do Londynu, aby poinformować rząd RP na uchodźstwie o sytuacji w Warszawie. Po spotkaniu z politykami brytyjskimi i Wodzem Naczelnym Kazimierzem Sosnkowskim wraca do Polski z jego rozkazem dla dowództwa Armii Krajowej, aby powstrzymać wybuch powstania oraz z informacją, że nie można oczekiwać pomocy ze strony aliantów.

## Obsada
- Philippe Tłokiński jako Jan Nowak-Jeziorański
- Julie Engelbrecht jako Doris Anderson
- Patrycja Volny jako łączniczka Marysia
- Tomasz Schuchardt jako Kazimierz Wolski
- Grzegorz Małecki jako generał Tadeusz „Bór” Komorowski
- Michael Terry jako Winston Churchill
- Rafał Królikowski jako generał Stanisław Tatar
- Mirosław Baka jako generał Tadeusz Pełczyński
- Zbigniew Zamachowski jako pułkownik Antoni Chruściel „Monter”
- Adam Woronowicz jako pułkownik Kazimierz Iranek-Osmecki
- Jan Frycz jako generał Kazimierz Sosnkowski
- Sławomir Orzechowski jako Stanisław Mikołajczyk
- Mariusz Bonaszewski jako generał Leopold Okulicki
- Cezary Pazura jako lokator
- Nico Rogner jako sturmbannführer Witze
- Agnieszka Suchora jako gospodyni Stolarska
- Jakub Wesołowski jako adiutant generała Kazimierza Sosnkowskiego
- Stefan Pawłowski jako konduktor

## Odbiór
Film uzyskał 45% pozytywnych ocen i średnią 5,3/10 w serwisie Mediakrytyk.

Użytkownicy serwisu Filmweb ocenili film na 6,4/10 (stan na wrzesień 2019).